# Arnaldo Larrinaga
Arnaldo Tomás Rodríguez Larrinaga (La Habana, 30 de agosto de 1948), de nombre artístico Arnaldo Larrinaga, es un pintor hispano-cubano. Además de la pintura, Larrinaga también ha abordado el dibujo, el grabado y la obra gráfica. Compartió su actividad artística con la de profesor de pintura durante muchos años.

## Biografía
Larrinaga es nieto de emigrantes vascos.
Estudió en la Escuela Nacional de Arte (ENA) en La Habana, donde se graduó en 1965. En 1966, durante la guerra de Vietnam, trabajó en una serie de obras, a las que llamó colectivamente Consecuencias de la guerra.
Ha sido miembro de diversas organizaciones artísticas nacionales e internacionales, de ellas: miembro de la Brigada Artística Juvenil Hermanos Saíz, miembro de la UNEAC (Unión de Escritores y Artistas de Cuba), miembro fundador del Grupo Antillano, miembro de la Asociación Internacional de Artistas Plásticos (AIAP) de la Unesco y miembro de Artistas Visuales Asociados de Madrid (AVAM).
Tuvo su estudio en los primeros años de su carrera artística en el barrio del Vedado, municipio Plaza de la Revolución de La Habana. Y posteriormente a partir del año 1990 en el barrio de Lawton, en el municipio Diez de Octubre del sur de la ciudad de La Habana.
En 1978, con otros artistas e intelectuales cubanos, fue miembro fundador del Grupo Antillano, en el cual compartió trabajo y amistad con el famoso pintor cubano Wifredo Lam (amigo personal de Pablo Picasso) y que fue el presidente de honor del Grupo Antillano.
Entre 1975 y 1994 trabajó en una serie de cuadros inspirados mayormente en lecturas literarias.
Después pasaron a un primer plano la temática de la identidad nacional y la cultura cubana en general. En un riguroso proceso investigativo, las obras de Fernando Ortiz y de otros investigadores lo fueron adentrando en los estudios de etnología y folclore cubano.
Sus series más conocidas son: Consecuencias de la guerra; Grafismo y letrismo; Identidad; Los Negros Brujos; La Crucifixión; Los misterios del mar; Aves; Mujer y naturaleza; En busca de un espacio en blanco; La altura de tu medida.

Larrinaga evidentemente ha encontrado la semilla, y eso es un hallazgo en cualquier parte del mundo. Decía Picasso que él no buscaba, sino que encontraba. Larrinaga ha encontrado SU camino caribeño, que debe cuidar con esmero y tesón.
Ele Nusa, crítico de arte y pintor, 1989

Participó en más de cien exposiciones por toda Europa: desde la extinta Unión Soviética pasando por Bulgaria ―de la mano del histórico cantante Bíser Kírov (n. 1942)―, hasta sus largas estancias con la confianza de galeristas en Italia, Portugal o Suiza, años en los pudo vivir del arte de manera exclusiva.
Sus obras se encuentran en prestigiosas colecciones privadas, museos, centros de arte, fundaciones, galerías de arte de numerosos países del mundo.
Sobre su vida y obra se han filmado cuatro documentales y le han sido realizadas diversas entrevistas para radio y televisión en Cuba y otros países: BBC de Londres, Radio Austria Internacional en Viena, Noticiero de la SIC- TV Portuguesa en Lisboa, Radio Lérida en Cataluña, España.
También existen más de cincuenta artículos e ilustraciones sobre su vida y obra en importantes periódicos y revistas de varios países.

En sus esfuerzos pictóricos en busca de la «esencia de las cosas», el artista transita la vía de una profunda abstracción y no se mantiene atado nunca a un reflejo aparante o exótico. Él busca ante todo la universalidad espiritual en su lenguaje, no un etnoarte moderno.
Dieter Schrage, crítico del Museo de Arte Moderno/Fundación Ludwig, 1994

En 2002, en España realizó una actividad artística con fines altruistas: un taller de pintura creativa con mujeres adultas con discapacidad del Centro Ocupacional "Casa Santa Teresa" de Madrid (Hijas de Santa María de la Providencia), realizado durante una salida de fin de semana a Segovia, del 15 al 17 de noviembre de 2002. Así mismo donó al centro la pintura que realizó en el taller.
También en 2002 realizó un taller de pintura creativa con adolescentes de necesidades especiales de la Escuela Plancó, en Lérida/ Cataluña- España, donando al centro la pintura ejecutada, además de una colografía "Amor de Luna",1998 para su venta con fines altruistas.

### Exilio en España
Después de casi tres décadas de ir y venir a Europa, y de viajar por varios países del continente americano, en 2002, en lo más alto de su fama, decidió no retornar a la isla de Cuba ―donde todavía vive su única hija― y se quedó a vivir en Madrid (España).

Necesitaba vivir en un país que gozara de todas las libertades, y temía no poder salir más de Cuba.
Arnaldo Larrinaga

Desde que es exiliado cubano, nunca más ha participado en exposiciones importantes de Europa, pero sí ha realizado algunas exposiciones personales y ha participado en exposiciones colectivas en España, además de impartir conferencias y realizar actividades artístico-culturales con fines altruistas. Sus obras se encuentran
en las colecciones del Ministerio de Cultura de España; en la colección permanente del Museo Extremeño e Iberoamericano de Arte Contemporáneo (MEIAC) de Badajoz, Extremadura; en la colección patrimonial del Ayuntamiento de Madrid (Distrito Chamberí y Distrito Tetuán); en la Fundación de Arte Sorigué de Lérida,Cataluña;  y en el Instituto Iberoamericano de Finlandia en Madrid. Actualmente, Arnaldo Larrinaga es pensionista español y reside en Alcalá de Henares ciudad natal del famoso escritor Miguel de Cervantes. Además, Larrinaga está experimentando con la cerámica artística junto a un grupo de ceramistas alcalaínos. Sobre la Feria de ARCO que se celebra cada año en Madrid, ha podido asistir como visitante todos los años. Algunas de sus obras se han subastado en la reconocida Casa de Subastas "Segre" de Madrid.  
Sobre su arte, se pueden citar algunas críticas:

Como ayuda para conocer al artista y sus propuestas me viene el recuerdo de teorías y entre ellas, la opinión de mi maestro José Camón Aznar, maestro también de muchos en ámbitos de la crítica, la literatura, el teatro [...] que decía de los artistas plásticos y de otras disciplinas creativas, que los había de una clase privilegiada que se expresaban de dentro hacia fuera. Pues bien, Larrinaga es uno de esos artistas que por secreto privilegio pertenecen a ese grupo que trabaja y produce una cantidad de obras con unos contenidos, difíciles de descubrirse y aún de valorarse por el ṕublico que desconozca sus fundamentos, sus razones.
Francisco Prados de la Plaza, Académico correspondiente en Madrid de las RR.AA. de Bellas Artes de San Fernando ( Madrid), San Telmo (Málaga) y San Luis (Zaragoza). Periodista y Crítico de Arte.

El ritmo en la pintura de Larrinaga es contrapuesto: el color, la casi ausencia de color o el empleo de escasos colores. Prefiere los sepias, tierras, grises y negros sobre un fondo o todo blanco, o todo negro. Su pintura "vibra" ante los ojos del espectador, con un inconfundible grafismo que es un sello propio de su obra.
Ángela Elvira García Pedrera, Representante del artista, Promotora Cultural y Escritora.

### Conferencias y otros
- Conferencia Pintura: Genialidad y Humanismo de Wifredo Lam, en la Fundación Hispano Cubana (Madrid), 2002. Y la posterior publicación de esta conferencia con fotos de archivo en la Revista Hispano Cubana, n.º 14, págs. 217-229; octubre-diciembre de 2002.
- Conferencia Tu retrato es mi retrato - Sueños y reflexiones de una realidad,[7] en la Fundación Hispano Cubana (Madrid), 16 de junio de 2011. Al mismo tiempo se expuso su obra Autorretrato - políptico (6), 1993, técnica mixta sobre papel, 70 × 50 cm cada pieza.
- Poemario, publicado en el sitio web Arnaldo Larrinaga 1948 (Madrid), el 18 de septiembre de 2012.[8]

### Exposiciones
Arnaldo Rodríguez Larrinaga ha participado a lo largo de sus más de 45 años de labor artística, en múltiples exposiciones individuales y colectivas en diferentes países del mundo, a destacar las siguientes:
- 1970: Exposición Nacional de Artes Plásticas Salón 70, en el Salón del Museo Nacional de Bellas Artes de Cuba, en La Habana (Cuba).
- 1975: Exposición individual Antillas: Luz y Color, en la Galería del Hotel Habana Libre, en La Habana (Cuba).
- 1981: Bienal de Medellín, en Medellín (Colombia).
- 1983: V Aniversario del Grupo Antillano, en Homenaje a Wifredo Lam en el primer aniversario de su deceso; en la Galería Plaza Vieja del FBC (Fondo Cubano de Bienes Culturales), en La Habana (Cuba).
- 1984: Exposición colateral de la I Bienal de La Habana, Fondo Cubano de Bienes Culturales (FBC), en La Habana (Cuba).
- 1987: Exposición Arte de América, en Suiza y República Federal Alemana (RFA).
- 1990: Salón Nacional UNEAC (Unión de Escritores y Artistas de Cuba), en el Museo Nacional de Bellas Artes, La Habana (Cuba).
- 1990: Exposición Nuestro arte para el Perú, en Museo de Arte Colonial, en La Habana (Cuba).
- 1991: Exposición «Panorámica de la Pintura Cubana», en el Poliforum Siqueiros, en México DF (México).
- 1991: Exposición individual Identidad: Pinturas y Dibujos, en la Galería La Acacia - FBC, en La Habana (Cuba).
- 1992: Exposición «Color de Cuba», en la Expo 92, en Sevilla (España).
- 1993: Exposición Arte Cubano Contemporáneo en la Chelsea Galleries, en Kingston (Jamaica).
- 1994: Exposición «Arte Cubano Contemporáneo» en el Centro Cultural Bolívar Hall, en Londres (Reino Unido).
- 1994: Exposición individual «Katumga: Pinturas y Técnicas Mixtas>> en la Galería Spittelberg Passage, en Viena (Austria).
- 1995: Exposición «Pintores Cubanos» en la Cumbre de Desarrollo Social y Reunión de Jefes de Estado, en Copenhague (Dinamarca).
- 1995: Exposición Confluencias, en The Gables Gallery, en Miami (Estados Unidos).
- 1996: Exposición individual Larrinaga, en la Fundación Mario Soares, en Lisboa (Portugal).
- 1996: Exposición individual Larrinaga, en el Museo de la República y la Resistencia de la Cámara Municipal de Lisboa, en Lisboa (Portugal).
- 1998: Exposición Cents ans de peinture cubaine -Cátedra Goya del Centro Universitario Mediterráneo, en Niza (Francia).
- 2001-2002: Gira artística internacional individual por museos, galerías y centros de arte de España, Portugal, Italia y Suiza (Unión Europea).
- 2001: Exposición individual Una pincelada de color, en la Galería de Arte Orlando Morais /Junta de Turismo Ericeira, en Ericeira (Portugal).
- 2002: Exposición individual Tras las huellas del hombre, en el Instituto Iberoamericano de Finlandia (IIF), en Madrid (España).
- 2002: Exposición individual Tras las huellas del hombre, en la Sala de Exposiciones de la Biblioteca Pública, en Lérida (España).
- 2003: Exposición individual Color y Forma, en el Centro Cultural Tetuán, en Madrid (España).
- 2003: Exposición Bothella ao Mar/ Asociación Galega de Artistas Visuais, en Casa das Artes de Vigo y Auditorio de Galicia, en Santiago de Compostela (España).
- 2004: Exposición individual Arnaldo Larrinaga, en el Centro Cultural Galileo, en Madrid (España).
- 2005: Exposición AfroCuba-Works on Paper (1968-2003)", en la Fine Arts Gallery / International Center for the Arts at San Francisco State University, en San Francisco (Estados Unidos).
- 2013: Exposición individual Triángulo de la Esperanza en el Centro Hispano-Colombiano, en Madrid (España).
- 2014-2015: Exposición Drapetomanía: Grupo Antillano y el Arte de Afro-Cuba, en  Galería Ethelbert Cooper de la Universidad de Harvard; Museo de la Diáspora Africana (MoAD) en San Francisco; Galería de Arte The 8th Floor en Nueva York; Museo Afroamericano de Fiadelfia; Du Sable Museo de Historia Afroamericana de Chicago (EE. UU.), y en Centro Provincial de Artes Plásticas y Diseño de Santiago de Cuba, y Centro de Desarrollo de las Artes Visuales en La Habana (Cuba); conjuntamente con la edición del libro catálogo Grupo Antillano: el arte de Afro-Cuba donde aparece reflejada la trayectoria artística y obra del pintor.

### Premios
Larrinaga ha obtenido diversos premios y condecoraciones:
- 1973: Mención en Dibujo - Salón Nacional de Profesores e Instructores de Artes Plásticas/ Museo Nacional de Bellas Artes, en La Habana (Cuba).
- 1974: Mención en Pintura - II Salón Provincial de Profesores e Instructores de Arte/ Cubanacán, en La Habana (Cuba).
- 1975: Diploma de reconocimiento por el trabajo realizado en la Brigada Artística Juvenil "Hermanos Saíz", en La Habana (Cuba).
- 1975: Diploma de reconocimiento por contribuir al desarrollo de la cultura en los centros obreros, en La Habana (Cuba).
- 1981: Premio Adquisición de la Bienal de Medellín,  (Colombia).
- 1984: Medalla «1300 Años de la Cultura Búlgara», otorgada por el Consejo de Estado y el Ministerio de Cultura de Bulgaria.
- 1984: Reconocimiento por llegar a finalista en la premiación del Salón de Artes Plásticas UNEAC, en La Habana (Cuba).
- 1987: Primer Premio del Salón Plaza-87, en La Habana (Cuba).
- 1995: Homenaje por los Treinta Años de Labor Artística, en la Galería de Arte 23 y 12, en La Habana (Cuba).
- 1995: Diploma de la Unión de Escritores y Artistas de Cuba (UNEAC)-"A Arnaldo Larrinaga por sus destacados méritos y aportes al desarrollo del arte y la literatura cubanos", en La Habana (Cuba).
- 1995: Premio "Mariposa 1995" Chez Monique -"A Arnaldo Larrinaga por su importante obra en la plástica cubana", en La Habana (Cuba).
- 1996: Medalla de la junta de freguesia de Ericeira, en Ericeira,  (Portugal).
- 1996: Distinción por la Cultura Nacional, otorgada por el Consejo de Estado y el Ministerio de Cultura de la República de Cuba, en el Centro de Arte Wifredo Lam, La Habana (Cuba).

Colecciones más importantes
- Colección Permanente del Museo Extremeño e Iberoamericano de Arte Contemporáneo (MEIAC), Badajoz, Extremadura, España.      
- Colección Patrimonial del Ayuntamiento de Madrid, Madrid, España.
- Fundación de Arte Sorigué, Lérida - Cataluña, España.
- Instituto Iberoamericano de Finlandia, Madrid, España.
- Obra exclusiva para su reproducción en las amenities de la cadena hotelera Meliá/ España,  Cuba.
- Museo de la República y la Resistencia de la Cámara Municipal de Lisboa,  Lisboa, Portugal.
- Fundación Mario Soares, Lisboa, Portugal.
- Junta de Turismo y Galería de Arte "Orlando Morais", Ericeira, Portugal.
- Alcaldía de Perugia, Perugia, Italia.
- Museo de Arte de Medellín, Medellín, Colombia.
- Colección de Artes Visuales del Ministerio de Cultura de la República de Cuba, La Habana, Cuba.
- Colección de Artes Plásticas del Ministerio de Relaciones Exteriores de la República de Cuba, La Habana, Cuba.
- Colección Permanente de la Unión de Escritores y Artistas de Cuba (UNEAC), La Habana, Cuba.
- Colección del Fondo Cubano de Bienes Culturales, La Habana, Cuba.
- Colección Pública del Teatro Nacional de Cuba, La Habana, Cuba.
- Colección Permanente del Taller Experimental de la Gráfica de La Habana, La Habana, Cuba.
- Casa del Caribe, Santiago de Cuba, Cuba.
- Parque Baconao, Santiago de Cuba, Cuba.